# 毛鼻水獺
毛鼻水獺（學名：Lutra sumatrana）也叫蘇門答臘水獺，是一種分布在東南亞的水獺，棲息在淡水環境。該物種已經嚴重瀕危，在1990年代，就被以為已經滅絕，但是後來又在柬埔寨、泰國、婆羅洲、越南、馬來西亞等地發現。

## 特徵
身長可達1.3米，體重約6.8-7公斤。腳掌有蹼，毛皮會分泌可防水的油脂。背部棕褐色，腹部蒼白色，唇部黯淡，鼻子和嘴巴的地方有覆蓋短黑色的毛。

## 習性
毛鼻水獺棲息在內陸溪流的沼澤森林或沿海地區。晝伏夜出，狩獵時多單獨活動，或是組成2-4隻聯合打獵，以魚類、螃蟹、水禽、水蛇、青蛙、老鼠為食物。

## 分布
毛鼻水獺的數量十分稀少，目前主要的棲息地在馬來西亞和婆羅洲。柬埔寨、泰國、越南則有極少量的分布，

## 生存威脅
盜獵者為取得其毛皮而殺害、棲息環境被破壞等因素。